# Tiwaz
| Tiwaz            | Tiwaz           | Tiwaz           | Tiwaz          | Tiwaz          | Tiwaz          | Tiwaz          |
| Nome             | Proto-germanico | Proto-germanico | Antico inglese | Antico inglese | Norreno        | Norreno        |
| ---------------- | --------------- | --------------- | -------------- | -------------- | -------------- | -------------- |
| Nome             | *Tē₂waz         | *Tē₂waz         | Tir            | Tir            | Týr            | Týr            |
| Significato      | dio Týr         | dio Týr         | dio Týr        | dio Týr        | dio Týr        | dio Týr        |
| Forma            | Fuþark antico   | Fuþark antico   | Fuþorc         | Fuþorc         | Fuþark recente | Fuþark recente |
| Forma            |                 |                 |                |                |                |                |
| Unicode          | ᛏ U+16CF        | ᛏ U+16CF        | ᛏ U+16CF       | ᛏ U+16CF       | ᛏ U+16CF       | ᛐ U+16D0       |
| Traslitterazione | t               | t               | t              | t              | t              | t              |
| Trascrizione     | t               | t               | t              | t              | t, d           | t, d           |
| IPA              | [t]             | [t]             | [t]            | [t]            | [t], [d]       | [t], [d]       |
| Ordine alfab.    | 17              | 17              | 17             | 17             | 12             | 12             |

*Tîwaz, o *Teiwaz (nomi che indicano il dio Týr), è il nome proto-germanico ricostruito della runa del Fuþark antico t (carattere Unicode ᛏ). Tale runa compare anche nel Fuþorc anglosassone e frisone con il nome di Tir e nel Fuþark recente con il nome di Týr (esistente anche nella forma Unicode ᛐ).
La forma è probabilmente derivata dalla lettera greca tau (Τ). Il nome della corrispondente lettera dell'alfabeto gotico è teiws.

## Poemi runici
La tiwaz è menzionata in tutti e tre i poemi runici; in quelli islandese e norvegese essa è associata al dio Týr, mentre in quello inglese indica la stella polare.
| Poema runico: | Traduzione: |
| Antico norvegese ᛏ Týr er æinendr ása; opt værðr smiðr blása.                                                          | Týr è un Áss con una mano sola; spesso il fabbro deve soffiare.                                                             |
| Antico islandese ᛏ Týr er einhendr áss ok ulfs leifar ok hofa hilmir. Mars tiggi.                                      | Týr è un dio con una mano sola, e gli avanzi del lupo e il principe dei templi.                                             |
| Antico inglese ᛏ Tir biþ tacna sum, healdeð trywa wel wiþ æþelingas; a biþ on færylde ofer nihta genipu, næfre swiceþ. | Tir è una stella, essa tiene ben fede agli aetheling, sempre sul suo percorso sopra le nebbie della notte non fallisce mai. |

## Edda poetica

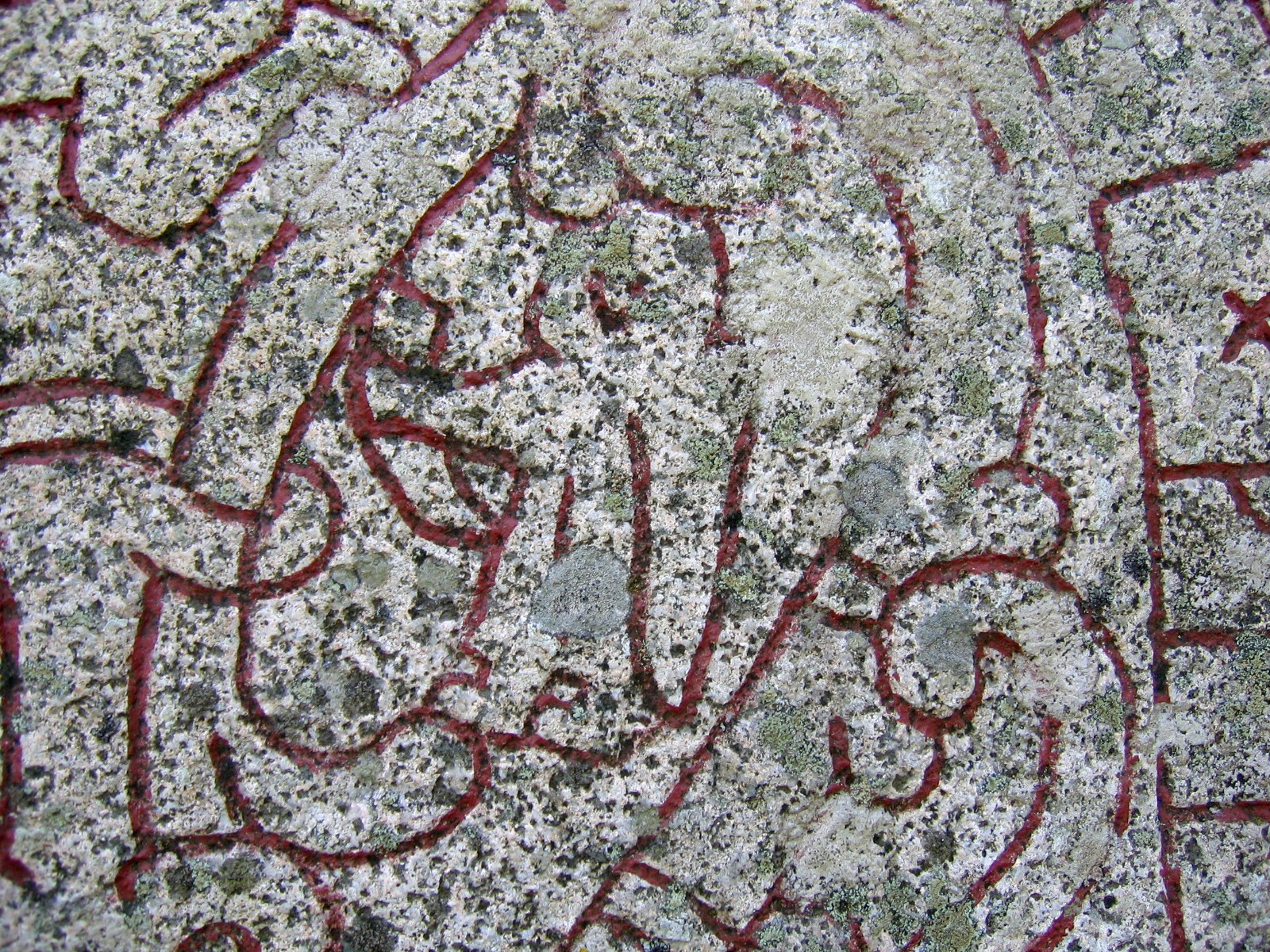
Sigrdrífa, la valchiria che insegnò a Sigurðr la dottrina runica, sulla pietra runica di Drävle.

Secondo il runologo Lars Magnar Enoksen, la tiwaz è menzionata in una strofa del Sigrdrífumál, un poema dell'Edda poetica.
Il Sigrdrífumál narra che Sigurðr uccise il drago Fáfnir ed arrivò ad una fortezza sulla vetta di una montagna che bruciava con grandi fuochi. Nella fortezza trovò una valchiria che dormiva di un sonno magico, e la svegliò aprendole l'armatura del petto con la spada; la valchiria, di nome Sigrdrífa, gli offrì i segreti delle rune per averla liberata dal sonno, a condizione che mostrasse di non avere paura. La valchiria cominciò ad insegnargli che se avesse voluto ottenere la vittoria in battaglia avrebbe dovuto incidere le "rune della vittoria" sulla spada e dire due volte il nome "Týr" (il nome della tiwaz).
| Edda originale: | Traduzione: |
| 6. Sigrúnar skaltu kunna, ef þú vilt sigr hafa, ok rísta á hjalti hjörs, sumar á véttrimum, sumar á valböstum, ok nefna tysvar Tý. | 6. Impara le rune della vittoria, se tu desideri vincere, e scrivi le rune sulla tua elsa; alcune nel solco, ed altre nel piatto, e due volte dovrai invocare Týr. |

## Tiwazmultiple

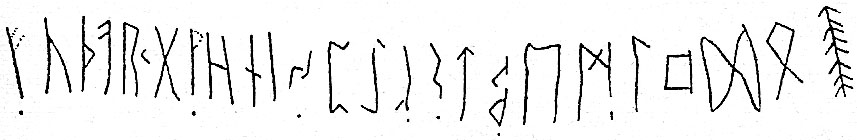
L'iscrizione sulla pietra runica di Kylver con la tiwaz multipla alla fine.

Rune tiwaz multiple impilate l'una sull'altra a forma di albero, oppure ripetute in serie, compaiono diverse volte nel paganesimo germanico:
- L'iscrizione alu sull'amuleto di Lindholm, datata tra il II ed il IV secolo e contenente tre tiwaz consecutive, è stata interpretata come un'invocazione a Týr.
- La pietra runica di Kylver (V secolo, Gotland) presenta 8 tiwaz impilate l'una sull'altra alla fine di un'iscrizione in Fuþark antico.
- Un bratteato scandinavo del VI secolo chiamato Seeland-II-C presenta un'iscrizione in Fuþark antico che termina con tre tiwaz impilate.

## Usi recenti
La runa tyr dell'Armanen Fuþark di Guido von List era basata sulla versione della tiwaz del Fuþark recente. Le rune di List furono in seguito modificate da Karl Maria Wiligut, responsabile della loro adozione da parte del Partito Nazista, e poi usate ampiamente nella letteratura e nella propaganda del Terzo Reich; era il simbolo delle scuole per le SA, le "Reichsführerschulen".
Nel Neonazismo è apparsa, insieme alla sowilo, nel simbolo dell'organizzazione di destra di Kassel Thule-Seminar; è anche apparsa come logo della marca di moda Thor Steinar, bandita in Germania perché utilizzava simboli che richiamavano quelli fascisti (è da notare che entrambi questi usi sono tecnicamente scorretti, poiché sia Thor che Thule sarebbero scritti con una runa þurisaz).
La tiwaz è comunemente usata nel Neopaganesimo germanico, senza implicazioni politiche, ma a simboleggiare la venerazione del dio Týr.